# Tage Sørensen
Tage Sørensen (Aarhus, 1933. február 11. – 2000. október 31.) dán nemzetközi labdarúgó-játékvezető.

## Pályafutása

### Nemzetközi játékvezetés
A Dán labdarúgó-szövetség Játékvezető Bizottsága (JB) terjesztette fel nemzetközi játékvezetőnek, a Nemzetközi Labdarúgó-szövetség (FIFA) 1958-tól tartotta nyilván bírói keretében. Több nemzetek közötti válogatott- és klubmérkőzést vezetett, vagy működő társának partbíróként segített. A dán nemzetközi játékvezetők rangsorában, a világbajnokság-Európa-bajnokság sorrendjében többedmagával a 10. helyet foglalja el 3 találkozó szolgálatával. Az aktív nemzetközi játékvezetéstől 1970-ben vonult vissza. Válogatott mérkőzéseinek száma: 9.

#### Világbajnokság
A világbajnoki döntőhöz vezető úton Angliába a VIII., az 1966-os labdarúgó-világbajnokságra és Mexikóba a IX., az 1970-es labdarúgó-világbajnokságra a FIFA JB bíróként alkalmazta.

##### 1966-os labdarúgó-világbajnokság
| Időpont           | Helyszín                      | Mérkőzés típusa           | Mérkőzés                 | Eredmény | Nézők száma |
| ----------------- | ----------------------------- | ------------------------- | ------------------------ | -------- | ----------- |
| 1965. március 17. | Windsor Park Stadion, Belfast | előselejtező (5. csoport) | Észak-Írország–Hollandia | 2 – 1    | 25 300      |

##### 1970-es labdarúgó-világbajnokság
| Időpont           | Helyszín                | Mérkőzés típusa           | Mérkőzés              | Eredmény | Nézők száma |
| ----------------- | ----------------------- | ------------------------- | --------------------- | -------- | ----------- |
| 1969. február 23. | Sclessin Stadion, Liège | előselejtező (6. csoport) | Belgium–Spanyolország | 2 – 1    | 31 668      |

#### Európa-bajnokság
Az európai-labdarúgó torna döntőjéhez vezető úton Olaszországba a III., az 1968-as labdarúgó-Európa-bajnokságra az UEFA JB játékvezetőként foglalkoztatta.
| Időpont            | Helyszín                       | Mérkőzés típusa           | Mérkőzés             | Eredmény | Nézők száma |
| ------------------ | ------------------------------ | ------------------------- | -------------------- | -------- | ----------- |
| 1966. november 16. | Dalymount Park Stadion, Dublin | előselejtező (1. csoport) | Írország–Törökország | 2 – 1    | 22 480      |

#### Nemzetközi kupamérkőzések

##### Kupagyőztesek Európa-kupája
| Időpont           | Helyszín                           | Mérkőzés típusa   | Mérkőzés                          | Eredmény |
| ----------------- | ---------------------------------- | ----------------- | --------------------------------- | -------- |
| 1962. február 20. | East End Park Stadion, Dunfermline | egyik negyeddöntő | Dunfermline Athletic FC–Újpest FC | 0 – 1    |